# Квасов Михайло Єгорович
Миха́йло Єго́рович Ква́сов (20 листопада 1905 , Мценський повітd, Орловська губернія  — грудень 1986 , Харків ) — український радянський партійний діяч, 1-й секретар Ворошиловградського обласного комітету КП(б)У. Депутат Верховної Ради УРСР першого скликання. Член ЦК КП(б)У (1938—1949). Кандидат в члени Організаційного бюро ЦК КП(б)У (червень 1938 — лютий 1941). Член Центральної Ревізійної Комісії ВКП(б) (березень 1939 — лютий 1941).

## Біографія
Народився 20 листопада 1905 року в родині робітника-забійника в селі Плаутіно, тепер Орловської області, Росія. У квітні 1916 — листопаді 1925 року — чорнороб, коногон і кріпильник шахт № 28, «Софія» та «Італія» робітничого селища Макіївки Бахмутського повіту. У 1924 році вступив до комсомолу.
У листопаді 1925 — лютому 1926 року — секретар Макіївського районного комітету Союзу харчовиків.
Член ВКП(б) з лютого 1926 року.
У лютому 1926 — жовтні 1927 року — культпрацівник клубу шахти «Софія» робітничого селища Макіївки на Донбасі.
У жовтні 1927 — квітні 1930 року — червоноармієць 36-го прикордонного полку ОДПУ в місті Сухумі Грузинської РСР.
У квітні — червні 1930 року — десятник шахти «Софія» робітничого селища Макіївки на Донбасі. У червні 1930 — червні 1932 року — виборний профспілковий працівник шахткому і рудкому профспілки вугільників Макіївського району Донбасу.
У червні 1932 — березні 1934 року — курсант дворічних Вищих інженерних курсів збагачувачів при Донецькому гірничому інституті в місті Сталіно.
У березні 1934 — травні 1938 року — помічник, заступник начальника, начальник політичного відділу зернового радгоспу «Червоноармієць» Лозно-Олександрівського району Донецької області.
7 травня — червень 1938 року — в.о. 1-го секретаря Старобільського окружного комітету КП(б)У Донецької області.
У червні 1938 року — заступник завідувача відділу керівних партійних органів ЦК КП(б) України в місті Києві.
У червні — листопаді 1938 року працював завідувачем відділу керівних партійних органів ЦК КП(б) України.
26 червня 1938 року був обраний депутатом до Верховної Ради УРСР 1-го скликання по Білокуракинській виборчій окрузі № 289 Ворошиловградської області. Член Мандатної комісії Верховної Ради УРСР.
У листопаді 1938 — 23 листопада 1940 року — 1-й секретар Ворошиловградського обласного комітету КП(б) України.
У листопаді 1940 — січні 1941 року — завідувач вугільного відділу ЦК КП(б) України.
У січні 1941 — жовтні 1942 року — заступник народного комісара місцевої паливної промисловості Української РСР.
У жовтні 1942 — жовтні 1943 року — керуючий тресту «Киргизвугілля» в місті Ош Киргизької РСР.
У жовтні 1943 — квітні 1945 року — заступник керуючого тресту «Свердловвугілля» Ворошиловградської області, керуючий рудоуправління «Успенка» Ворошиловградської області. У квітні — грудні 1945 року — завідувач відділу керівних кадрів комбінату «Ворошиловградвугілля» Ворошиловградської області.
У грудні 1945 — червні 1947 року — заступник начальника комбінату «Українвугілля», заступник керуючого тресту «Українвугілля» в місті Києві.
У червні 1947 — травні 1950 року — заступник начальника політичного відділу Управління виправно-трудових таборів і колоній Міністерства внутрішніх справ (МВС) Української РСР в місті Києві.
У травні 1950 — липні 1955 року — начальник політичного відділу Ухто-Іжерського виправно-трудового табору МВС СРСР в місті Ухті Комі АРСР. У липні 1955 — жовтні 1958 року — начальник політичного відділу Полянського Управління виправно-трудових таборів МВС СРСР в місті Красноярську РРФСР. У жовтні 1958 — серпні 1960 року — заступник начальника Полянського Управління виправно-трудових таборів МВС СРСР в місті Красноярську. У серпні 1960 — січні 1964 року — начальник Полянського табірного відділення МВС РРФСР. У січні 1964 — червні 1965 року — начальник Полянської виправно-трудової колонії МВС РРФСР Красноярського краю. У червні — грудні 1965 року — на пенсії в місті Красноярську.
У грудні 1965 — травні 1966 року — директор Красноярського комбінату побутового обслуговування. У травні 1966 — березні 1968 року — на пенсії в місті Красноярську. У березні 1968 — червні 1969 року — на пенсії в місті Астрахані. У липні 1969 — жовтні 1971 року — на пенсії в місті Таганрозі.
З листопада 1971 року — на пенсії в Харкові, помер у Харкові в грудні 1986 року.

## Звання
- полковник МВС

## Нагороди
- орден Леніна (7.02.1939)